# N-myc
N-myc-interactor‏ (N-myc and STAT interactor) هوَ بروتين يُشَفر بواسطة جين N-myc-interactor في الإنسان.

## اقرأ أيضا
- ألفا توبولين 3 سي